# Салчедо (Виченца)
Салчедо (итал. Salcedo) је насеље у Италији у округу Виченца, региону Венето.
Према процени из 2011. у насељу је живело 401 становника. Насеље се налази на надморској висини од 387 м.

## Становништво
Према резултатима пописа становништва 2011. у општини је живело 1.038 становника.
| 1931. | 1936. | 1951. | 1961. | 1971. | 1981. | 1991. | 2001. | 2011. |
| ----- | ----- | ----- | ----- | ----- | ----- | ----- | ----- | ----- |
| 1.363 | 1.305 | 1.400 | 1.103 | 1.004 | 1.024 | 990   | 1.029 | 1.038 |